# Bernard Lama
Bernard Pascal Maurice Lama (Saint-Symphorien, 7 de abril de 1963) é um ex-futebolista e ex-treinador de futebol francês que atuava como goleiro.
A origem da família de Bernard, contudo, é da Guiana Francesa, onde ele passou a sua juventude.

## Carreira em clubes
Lama veio da Guiana Francesa para os juvenis do Lille. Como profissional, jogou pelo pequeno Abbeville, sem atuar, e pelo Besançon, antes de voltar ao Lille em 1984. Em 1989, transferiu-se para o Metz, onde passou uma temporada, seguida de mais temporadas pontuais por Brest e Lens, antes de se transferir ao Paris Saint-Germain, em 1992. Lá, jogou por cinco anos, destacando-se no gol da equipe parisiense. Foi cedido por empréstimo em 1997 ao West Ham United, onde durou apenas uma temporada. Voltou ao PSG e lá ficou por dois anos antes de se mudar para o Rennes, onde encerrou a carreira em 2001, aos 38 anos.
Durante sua longa carreira, fez 568 jogos e marcou dois gols: um pelo Lille e outro pelo Lens.

## A carreira pela Seleção
Bernard estreou pela Seleção Francesa de Futebol em 17 de fevereiro de 1993, aos 29 anos de idade, contra Israel, jogo vencido pelos gauleses por 4 a 0. Já era titular na Eurocopa de 1996, na qual a França foi eliminada na semifinal pela República Tcheca. Lama foi poupado do Torneio da França, em 1997, e nesse torneio viu crescer a sombra de Fabien Barthez, que fora seu reserva na Eurocopa. Em 1998, Lama recebeu dois meses de suspensão do futebol por antidoping positivo para maconha . Isto lhe custou a posição no gol da Seleção Francesa, perdendo para sempre o posto de titular para Barthez. Lama foi à Copa de 1998 como primeiro reserva, mas não jogou um minuto sequer, pois Barthez não largaria a posição até 2006. Ele também foi para a Eurocopa de 2000, contabilizando dois títulos pela Seleção, mesmo sem atuar. No total, fez 44 jogos pela seleção nacional.

## Carreira como treinador
Em 21 de julho de 2006, Bernard Lama foi nomeado técnico do Quênia. Sua estreia foi marcada pela derrota para a Eritreia pelo qualificatório para a Copa das Nações Africanas. Lama durou dois meses no cargo antes de pedir demissão e ser substituído por Tom Olaba.

## Títulos
Paris Saint-Germain
- Division 1: 1993–94
- Copa da França: 1992–93, 1994–95
- Supercopa da França: 1995
- Taça dos Clubes Vencedores de Taças: 1995–96

Seleção Francesa
- Copa do Mundo: 1998
- Eurocopa: 2000